# Rhagastis olivacea
Rhagastis olivacea is een vlinder uit de familie van de pijlstaarten (Sphingidae). De wetenschappelijke naam van de soort werd in 1872 gepubliceerd door Frederic Moore.
Van deze vlinder is waargenomen dat hij traanvocht kan drinken, zelfs van een mens, terwijl hij in de lucht hangt.